# Laevipilina cachuchensis
Laevipilina cachuchensis é uma espécie de molusco pertencente à família Neopilinidae.
A autoridade científica da espécie é Urgorri, García-Álvarez & Luque, tendo sido descrita no ano de 2005.
Trata-se de uma espécie presente no território português, incluindo a zona económica exclusiva.